# زبان اشاره مجارستانی
زبان اشاره مجارستانی، زبان اشاره‌ای است که توسط ناشنوایان و کم شنوایان، در مجارستان استفاده می‌شود.